# Вишівська Красна
Вишівська Красна, Красна, Красний, Красна-Вішеулуй (рум. Crasna Vișeului) — село у повіті Марамуреш в Румунії. Входить до складу комуни Бістра.
Село розташоване на відстані 404 км на північ від Бухареста, 52 км на схід від Бая-Маре, 127 км на північ від Клуж-Напоки.

## Населення
За даними перепису населення 2002 року у селі проживала 1461 особа.
Національний склад населення села:
| Національність | Кількість осіб | Відсоток |
| -------------- | -------------- | -------- |
| українці       | 1247           | 85,4%    |
| румуни         | 214            | 14,6%    |

Рідною мовою назвали:
| Мова       | Кількість осіб | Відсоток |
| ---------- | -------------- | -------- |
| українська | 1243           | 85,1%    |
| румунська  | 217            | 14,9%    |